# Natascha McElhone
Pour les articles homonymes, voir McElhone.
Natascha McElhone, de son nom de naissance Natascha Abigail Taylor, est une actrice britannique d'origine irlandaise née le 14 décembre 1969 à Walton-on-Thames dans le Surrey (Angleterre),.
Elle est principalement connue pour son rôle de Sylvia dans The Truman Show aux côtés de l'acteur canado-américain Jim Carrey, de Deirdre dans Ronin, de Karen dans la série télévisée Californication et de Rheya dans Solaris.

## Biographie
Née à Walton-on-Thames, une ville du sud-est de l'Angleterre, dans le comté du Surrey, elle grandit à Brighton, dans le Sussex de l'Est. Ses parents, Noreen et Mike Taylor sont journalistes. Sa mère est irlandaise.
Elle a trois frères, Nicholas, Alexander et Damon Taylor.
A 12 ans, elle prend des leçons de danse irlandaise. Elle fréquente l'école St. Mary's Hall (en) pour filles à Brighton entre 1982 et 1986.
Elle suit pendant trois ans les cours de la London Academy of Music and Dramatic Art et obtient son diplôme en 1993.

### Vie privée
Elle réside dans le quartier de Chelsea, au sud-ouest de Londres. Son époux, Martin Hirigoyen Kelly, un chirurgien plasticien d'origine basque spécialisé dans la reconstruction après accidents, est mort en 2008 d'une cardiomyopathie dilatée.
Ils s'étaient mariés le 19 mai 1998 et ont eu trois enfants, Theodore Kelly (né en 2000), Otis Kelly (né en 2003) et Rex Kelly (né en 2008).

## Carrière
Elle fait ses débuts à la télévision en 1990 dans un épisode d'Inspecteur Wexford. L'année suivante, elle est présente dans Bergerac.
Trois ans plus tard, elle incarne une officier de l'armée dans Screen One, une production de la BBC et également dans Cadfael.
Elle débute au cinéma en 1996 dans Surviving Picasso de James Ivory avec Anthony Hopkins. Deux ans plus tard, elle joue dans The Truman Show de Peter Weir avec Jim Carrey. Cette même année, elle tourne également dans What Rats Won't Do et Ronin.
En 2000, elle joue dans Peines d'amour perdues de Kenneth Branagh et Contamination d'Anthony Hickox.
En 2002, elle est à l'affiche de plusieurs films : Terreur.point.com avec Stephen Dorff, City of Ghosts avec Matt Dillon et Gérard Depardieu, Feu de glace avec Heather Graham et Joseph Fiennes, Solaris avec George Clooney et Laurel Canyon avec Frances McDormand, Christian Bale et Kate Beckinsale.
En 2004, Charles Dance la dirige dans Les Dames de Cornouailles avec Maggie Smith et Judi Dench. L'année suivante, elle fait son retour à la télévision dans la mini-série Révélations.
Entre 2007 et 2014, elle joue dans la série américaine Californication où elle tient le rôle de Karen Van der Beek, l'ex-compagne de Hank Moody (interprété par David Duchovny). Entre-temps, on la retrouve à l'affiche des films : Le Secret de Moonacre, The Kid de Nick Moran, une nouvelle adaptation cinématographique de Roméo et Juliette avec Hailee Steinfeld et Douglas Booth, ou encore The Sea et Believe.
En 2016, elle joue avec Britt Robertson et Eddie Murphy dans Mr Church de Bruce Beresford, puis elle incarne la femme du président Kirkman (Kiefer Sutherland) dans Designated Survivor, jusqu'à l'année suivante.
En 2018, elle tourne dans la série de science-fiction avec Sean Penn, The First diffusé sur Hulu, mais la série est annulée après une courte saison.
En 2022, elle joue dans la série adaptée du jeu vidéo homonyme Halo ainsi que dans la saison 5 de la série Netflix The Crown, où elle interprète Penelope Knatchbull.

## Filmographie

### Cinéma

#### Longs métrages
- 1996 : Surviving Picasso de James Ivory : Françoise Gilot
- 1997 : Ennemis rapprochés (The Devil's Own) d'Alan J. Pakula : Megan Doherty
- 1997 : Mrs Dalloway de Marleen Gorris : Clarissa jeune
- 1998 : The Truman Show de Peter Weir : Lauren / Sylvia
- 1998 : What Rats Won't Do d'Alastair Reid : Kate Beckenham
- 1998 : Ronin de John Frankenheimer : Deirdre
- 2000 : Peines d'amour perdues (Love's Labour's Lost) de Kenneth Branagh : Rosaline
- 2000 : Contamination (The Contaminated Man) d'Anthony Hickox : Holly Anderson
- 2002 : Feu de glace (Killing Me Softly) de Chen Kaige : Deborah
- 2002 : Laurel Canyon de Lisa Cholodenko : Sara
- 2002 : Terreur.point.com (FeardotCom) de William Malone : Terry Huston
- 2002 : City of Ghosts de Matt Dillon : Sophie
- 2002 : Solaris de Steven Soderbergh : Rheya
- 2004 : Les Dames de Cornouailles (Ladies in Lavender) de Charles Dance : Olga Daniloff
- 2005 : Guy X de Saul Metzstein : Irene Teal
- 2006 : Big Nothing de Jean-Baptiste Andrea : Penelope Wood
- 2008 : Le Secret de Moonacre de (The Secret of Moonacre) de Gábor Csupó : Loveday
- 2010 : The Kid de Nick Moran : Gloria
- 2013 : Roméo et Juliette (Romeo and Juliet) de Carlo Carlei : Lady Capulet
- 2013: The Sea de Stephen Brown : Connie Grace
- 2013 : Believe de David Scheinmann : Erica Gallagher
- 2016 : Mr Church de Bruce Beresford : Marie Brooks
- 2016 : London Town de Derrick Borte : Sandrine
- 2021 : Carmen de Valerie Buhagiar : Carmen

### Télévision

#### Séries télévisées
- 1990 : Inspecteur Wexford (The Ruth Rendell Mysteries) : Helen Blake
- 1991 : Bergerac : Louise Calder
- 1992 : Absolutely Fabulous : L'assistante de la galerie d'art
- 1994 : Cadfael : Cecily Corde
- 1994 : Screen One : Janet
- 1994 : Minder : Vanessa
- 1996 : Karaoke : Angie
- 1996 : Cold Lazarus : Angie
- 2005 : Révélations : Sœur Josepha Montafiore
- 2007 : The Company : Elizabeth Nemeth
- 2007 - 2014 : Californication : Karen Van Der Beek
- 2016 - 2017 : Designated Survivor : Alexandra Kirkman
- 2017 : Saints & Strangers : Elizabeth Hopkins
- 2018 : The First : Laz Ingram
- 2022-2024 : Halo : Dr Catherine Halsey
- 2022 : Hotel Portofino : Bella Ainsworth
- 2022 : The Crown : Penelope Knatchbull

#### Téléfilm
- 2003 : The Other Boleyn Girl de Philippa Lowthorpe : Mary Boleyn

### Jeux vidéo
- 2010 : Castlevania: Lords of Shadow : Marie Belmont
- 2014 : Castlevania: Lords of Shadow 2 : Marie Belmont

## Distinctions

### Nominations
- 1999 : MTV Movie & TV Awards : Meilleure séquence d'action pour Ronin, partagée avec Robert De Niro (pour la poursuite en voiture)
- 2003 : Academy of Science Fiction, Fantasy and Horror Films : Saturn Awards de la meilleure actrice pour Solaris
- 2003 : Irish Film and Television Awards : IFTA Awards de la meilleure actrice pour Solaris
- 2005 : Satellite Awards : Meilleure actrice dans un feuilleton ou téléfilm pour Révélations

## Voix françaises
- Danièle Douet[3] dans :
  - Révélations (mini-série)
  - Californication (série télévisée)
  - Roméo et Juliette
  - Designated Survivor (série télévisée)
  - The First (série télévisée)
  - Halo (série télévisée)

- Déborah Perret[3] dans :
  - Feu de glace
  - City of Ghosts
  - Le Secret de Moonacre

- Ivana Coppola[3] dans : 
  - Ronin
  - The Company (mini-série)

Mais aussi :
- Nathalie Richard dans Surviving Picasso
- Juliette Degenne dans The Truman Show[3]
- Nathalie Spitzer dans Terreur.com[3]
- Marjorie Frantz dans Solaris
- Rafaèle Moutier dans The Crown[3] (série télévisée)